# Navia (kommun)
Navia är en kommun i Spanien. Den ligger i den autonoma regionen Asturien i nordvästra delen av landet, 400 km nordväst om huvudstaden Madrid. Antalet invånare är 8 112 (2024). Arean är 63,11 kvadratkilometer. Navia gränsar till Coaña, Vilaión och Valdés. 